# (473) Nolli
(473) Nolli est un astéroïde de la ceinture principale découvert par Max Wolf le 13 février 1901.